# Oraibi
Oraibi és una àrea no incorporada dels Estats Units d'Amèrica al comtat de Navajo, a l'estat d'Arizona. Coneguda com a Orayvi pels nadius, es troba a Third Mesa en la reserva Hopi, vora Kykotsmovi Village. No existeixen censos o estimacions precises de la població del poble.

## Història
Oraibi va ser fundada en algun moment abans de l'any 1100, per la qual cosa és un dels assentaments més antics habitats dins dels Estats Units. Els arqueòlegs especulen que una sèrie de greus sequeres de finals del segle xiii forçaren els hopi a abandonar diversos pobles petits de la regió i consolidar-se en pocs centres de població. Com Oraibi va ser un dels assentaments que va sobreviure, la seva població va créixer considerablement, i es va convertir en el més poblat i influent dels assentaments hopi. El 1890, la població estimada del poble era de 905 habitants, gairebé la meitat de la qual es calcula que tenien el 1824 tots els assentaments hopi.
Oraibi va romandre desconeguda per als exploradors europeus fins a prop de 1540, quan l'explorador espanyol Pedro de Tovar (que formava part de l'expedició de Coronado) es va trobar amb els hopi durant la recerca de les llegendàries set ciutats d'or. El contacte amb els europeus es va mantenir escàs fins a 1629, quan s'hi va establir al poble la missió de San Francisco. El 1680, la revolta Pueblo provocà el declivi de la influència espanyola a l'àrea i el tancament de la missió. Els intents posteriors de restablir les missions als pobles hopi van ser repetidament infructuosos. Les ruïnes de la primera missió encara són visibles avui.

### L'escissió Oraibi
La interacció dels hopi amb l'exterior va augmentar lentament durant el període 1850-1860 amb missioners, comerciants i topògrafs per al govern dels EUA. El contacte va romandre esporàdic i informal fins a 1870, quan es va nomenar un agent indi per als hopi, seguit per l'establiment de l'Agència dels indis Hopi a Keams Canyon el 1874.
La interacció amb el govern dels EUA es va incrementar amb l'establiment de la reserva Hopi el 1882. Això va conduir a una sèrie de canvis en la forma de vida hopi. Els esforços missioners es van intensificar i els nens hopi van ser segrestats de les seves llars i obligats a assistir a l'escola, exposant-los a noves influències culturals.
El 1890, un nombre de residents més receptius a les influències culturals es va acostar al lloc de comerç per establir Kykotsmovi Village, de vegades anomenada New Oraibi. La contínua tensió causada pel cisma ideològic entre els "amistosos" (New Hopi) que estaven oberts a aquestes influències culturals, i els "hostils" (o "tradicionalistes", dirigits per Yukiuma), que se'ls oposaven (que desitjaven preservar les formes hopi) va portar a un esdeveniment anomenat escissió Oraibi el 1906. Els líders tribals de les diferents faccions del cisma participaren en una competició sense sang per determinar el resultat, que es va traduir en l'expulsió dels hostils (tradicionalistes), que van marxar per fundar el poble d'Hotevilla. Els esforços posteriors per part dels residents desplaçats de reintegrar-se va provocar una nova divisió amb el segon grup, que fundà Bacavi.
Amb la pèrdua de gran part de la seva població, Oraibi va perdre el seu lloc com a centre de la cultura hopi. Encara que la constitució tribal hopi fou fruit dels interessos de les mines de carbó, el 1939 proporciona a cada poble un seient en el consell tribal. Hotevilla, on es van establir la majoria dels hopi tradicionals, s'ha negat a escollir un representant i manté la independència del consell tribal. Kykotsmovi Village és ara la seu del govern de la tribu hopi.

## Oraibi avui
Malgrat que els "amistosos" (New Hopi) es quedaren per la divisió d'Oraibi, Old Oraibi ha mantingut des de llavors una forma de vida hopi més tradicional i s'ha resistit a l'adopció de la cultura més moderna visible a Kykotsmovi. Mentre que els visitants del poble són benvinguts (un camí curt es connecta amb la carretera estatal d'Arizona 264), els residents tendeixen a ser molt privats i no permeten que es prenguin fotografies de la ciutat i, per tant, no es coneixen fotografies fiables de com és en l'actualitat.
Old Oraibi és registrat en el Registre Nacional de Llocs Històrics i fou declarat Fita Històrica Nacional el 1964.